# Лебедев, Евгений Яковлевич
Евгений Яковлевич Лебедев (23 ноября 1919, Рамешковский район, Тверская область — 2005, Костромская область) — генерал-майор Советской Армии, начальник Костромского высшего военного училища химических войск в 1966—1984 годах.

## Биография
Евгений Яковлевич Лебедев родился 23 ноября 1919 года в деревне Городок (ныне — Рамешковский район Тверской области). В сентябре 1938 года он был призван на службу в Рабоче-Крестьянскую Красную Армию. В 1940 году Лебедев окончил Калининское военно-химическое училище.
Участвовал в боях Великой Отечественной войны, был два раза ранен и один раз контужен. В 1949 году Лебедев окончил Военную академию химической защиты. Служил в Дальневосточном и Приморском округах. В 1957—1961 годах руководил Центральным научно-испытательным химическим полигоном, в 1961—1963 года — заместитель начальника Московского научно-исследовательского химического института по испытательной работе. С 1963 по 1966 годы командовал химическими войсками Прикарпатского военного округа.
С октября 1966 года Лебедев возглавлял Костромское высшее военное командное училище химической защиты. В 1969 году ему было присвоено воинское звание генерал-майора технических войск. В 1984 году вышел в отставку. Проживал в Костроме, долгое время был председателем Костромского городского Совета ветеранов войны и труда. Пропал без вести в районе села Песочное Некрасовского района Костромской области во время похода за грибами. В 2011 году на городском кладбище Костромы был установлен кенотаф.
Почётный гражданин Костромы. Был награждён орденом Отечественной войны 1-й степени, двумя орденами Красной Звезды, орденом «За службу Родине в Вооружённых Силах СССР» 3-й степени и рядом медалей.